# (39018) 2000 UM53
2000 يو أم 53 (ويعرف أيضًا باسم (39018) 2000 يو أم 53 وفق تسمية الكوكب الصغير) (بالإنجليزية: 2000 UM53)‏ هو كويكب ضمن حزام الكويكبات؛ وترتيبه 39018 من حيث الاكتشاف.
اكتُشف هذا الجُرم الفلكي بواسطة بحث لنكولن عن الكويكبات القريبة من الأرض في 24 أكتوبر 2000.

## وصلات خارجية
- (39018) 2000 UM53 في قاعدة بيانات مختبر الدفع النفاث لأجرام النظام الشمسي الصغيرة

- الاكتشاف · مخطط المدار ·  العناصر المدارية · المعلمات المادية

- (39018) 2000 UM53 على موقع ويكي سكاي: DSS2, SDSS, GALEX, IRAS, Hydrogen α, X-Ray, Astrophoto, Sky Map, Articles and images